# Rhus andrieuxii
Rhus andrieuxii är en sumakväxtart som beskrevs av Adolf Engler. Rhus andrieuxii ingår i släktet sumaker, och familjen sumakväxter. Inga underarter finns listade i Catalogue of Life.